# Mein Mecklenburg

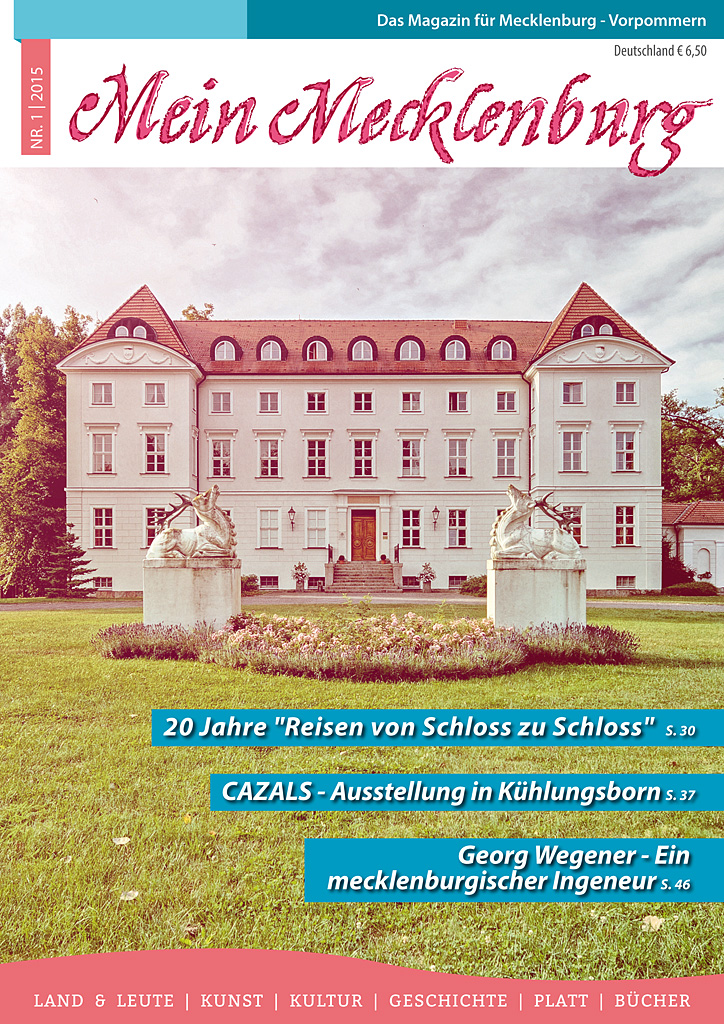
Mein Mecklenburg (2015, Heft 1)

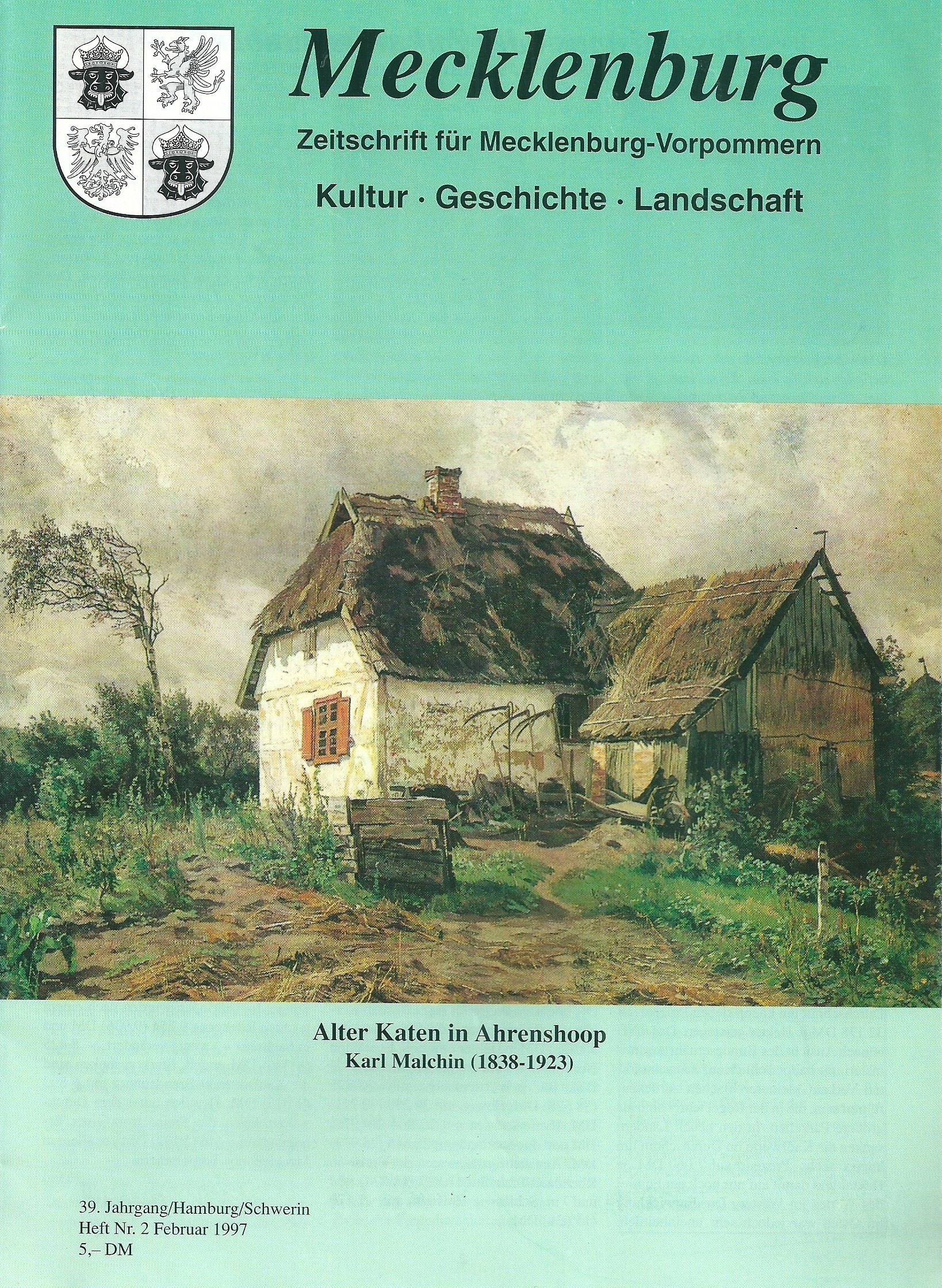
Vorläufer (1997, Heft 2)

Mein Mecklenburg (ZDB-ID 2428465-8) ist ein bis Ende 2016 erschienenes Periodikum zur Geschichte, Kunst und Kultur Mecklenburgs. Es ist Nachfolger der Monatszeitschrift Mecklenburg (ZDB-ID 1094769-3), die von 1979 bis 2007 in Hamburg und Schwerin erschienen war.

## Geschichte
Das erste Heft von Mein Mecklenburg erschien Anfang 2008 als Zeitschrift der Landsmannschaft Mecklenburg mit dem Anspruch, „ein Mosaik aus Kunst und Kultur, Natur und Landschaft, Tradition und Brauchtum, Geschichte und Gegenwart“ Mecklenburg-Vorpommerns zu bieten. Der zum Umfeld der Landsmannschaft zählende Fördererkreis heimattreuer Mecklenburger e. V. bezeichnete das Blatt als sein „offizielles Organ“ und finanzierte es aus Mitgliedsbeiträgen und Spenden – wie er dies zuvor auch für die Ende 2007 eingestellte Zeitschrift Mecklenburg getan hatte. Im Impressum wurde die Zeitschrift bis Ende 2013 (Heft 5) als „Informationsblatt“ der Landsmannschaft Mecklenburg, Stiftung Mecklenburg, Sozialwerk der Mecklenburger e. V., Mecklenburgische Kulturkreise und Heimatkreise sowie Altschülerschaften und der John Brinckman Gesellschaft e. V., Johannes Gillhoff Gesellschaft e. V. sowie Mecklenburgica – Gesellschaft zur Förderung der Landesbibliothek Mecklenburg-Vorpommern e. V. ausgewiesen. Seit Anfang 2014 (Heft 1) enthält das Impressum lediglich den Hinweis, das Blatt sei von der Landsmannschaft begründet und von 2008 bis 2012 von ihr herausgegeben worden.
Fester Bestandteil des Blattes sind ein plattdeutscher Teil und ein „Norddeutscher Spruchbeutel“ mit literarischen Miniaturen und Fundsachen.

### Herausgeber und Redaktion
Herausgeber war bis zu ihrer Auflösung Ende 2012 (Heft 4) die Landsmannschaft Mecklenburg, zuletzt in Person ihres letzten Bundesvorsitzenden Erwin Kudsk in Ratzeburg. Seit 2013 (Heft 1) wird das Blatt von der Mecklenburger Buchverlag GmbH in Neubrandenburg herausgegeben. Die Redaktion besorgen der Schweriner Journalist Rolf Seiffert – der schon die Zeitschrift Mecklenburg redigiert hatte – und freie Autoren wie zum Beispiel Lutz Dettmann, Hans-Joachim Griephan, Wolfram Hennies, Wilfried Krempien, Dieter Niebuhr, Anne-Lore Pohl, Erich Rottenau, Albrecht Willebrand und andere. Layout und Satz obliegen seit 2/2014 Jeanette Krüger (Mecklenburger Buchverlag). Seit 2014 beträgt der Umfang regulär 56 Seiten.

### Erscheinen
Die Zeitschrift erschien bis 2008 zweimonatlich. Nach einer Unterbrechung in 2009 erscheint die Zeitschrift seit 2014 vierteljährlich. Als Erscheinungsort nannte das Blatt im Jahr 2008 Lübtheen in Mecklenburg, den seinerzeitigen Sitz der Bundesgeschäftsstelle der Landsmannschaft. Von 2010 bis 2012 wurde Ratzeburg angegeben. Seit 2013 kommt das Blatt in Neubrandenburg heraus. Mit dem Heft 4/2016 hat die Zeitschrift ihr Erscheinen im Mecklenburger Buchverlag eingestellt.
Von 2008 bis 2012 erschien das Blatt in einem Umfang von 36 Seiten je Heft. Seit 2014 liegt der reguläre Umfang bei 56 Seiten je Heft. Die Auflagenhöhe ist 500 Stück, das Erscheinen vierteljährlich, also 4 Magazine im Jahr.